# Night on Bald Mountain
Albums de Fireballet
Two, Too...
(1976)
Night on Bald Mountain, sorti en 1975, est le premier album du groupe de rock progressif américain Fireballet.

## Historique

### Enregistrement et production
L'abum est enregistré de février à avril 1975 par l'ingénieur du son Bill Radice aux Broadway Recording Studios à New York aux États-Unis,,.
Night on Bald Mountain est mixé aux Broadway Recording Studios en quadriphonie, une technique d'ingénierie du son qui était à la mode à l'époque, en utilisant le format  Sansui QS qui était compatible avec les tourne-disques stéréo conventionnels,,,.
Il est mastérisé à New York par Bob Ludwig dans les studios de Sterling Sound,,, une société qui a assuré la mastérisation (matriçage) de plus de 28 000 disques vinyles, CD et cassettes depuis 1968.
Le disque est produit par « un véritable père fondateur du prog rock : Ian McDonald, ancien membre de King Crimson et futur membre de Foreigner », qui joue également du saxophone et de la flûte sur certains morceaux de l'album,,,,.

### Publication et rééditions
L'album sort en disque vinyle LP en 1975 sur le label Passport Records sous la référence PPSD-98010,,.
L'illustration qui orne la pochette est l'œuvre de Ron Levine,,.
La photographie du groupe qui orne l'arrière de la pochette est l'œuvre de Lee Marshall et le design est conçu par Toni J. Wadler,,.
L'album est publié en CD de façon non officielle en Russie en 2008 par les labels Dogtoire et Collector's Digitally Recordings et en Suède en 2012 par le label Flawed Gems. Il sort ensuite officiellement en CD en 2014 aux États-Unis sur le label Inner Knot et au Japon sur le label Belle Antique,.

## Description

### Musique
L'album Night on Bald Mountain est dominé par la suite de 19 minutes qui donne son nom à l'album.
Cette suite intègre des arrangements de deux passages d'Une nuit sur le mont Chauve, « un poème symphonique basé sur un rituel satanique et composé par Modeste Moussorgski , qui a décrit la pièce comme une œuvre qui met en scène "les apparitions des esprits des ténèbres, suivies de celle de Satan lui-même" ».
La suite, qui comprend également un arrangement d'un prélude pour piano de Claude Debussy intitulé La cathédrale engloutie, est entrecoupée de morceaux originaux composés par les cinq membres du groupe,.
Elle est marquée par les envolées de synthétiseur de Frank Petto, par l'orgue de Bryan Howe et par les guitares de Ryche Chlanda mais également par le saxophone et la flûte traversière de Ian McDonald (à cette époque ex-membre de King Crimson et futur membre de Foreigner), qui produit l'album et joue sur quatre morceaux,,,,.

### Pochette
« La noirceur de la musique est renforcée par les graphiques à l'aquarelle et à l'encre de l'illustrateur Ron Levine, qui représentent des montagnes déchiquetées et des personnages encapuchonnés ».
« J'adore l'Art nouveau, dit Levine, et j'étais sous l'influence du travail d'Alphonse Mucha. Le visage de dragon que j'ai intégré à la plate-forme provient d'une de ses peintures du XIXe siècle ». 

## Accueil critique
Le site AllMusic attribue 3 étoiles à l'album. Le critique musical Paul Collins d'AllMusic souligne que « Fireballet offre une performance crédible et souvent ambitieuse pour son premier album. Comme on peut s'y attendre, l'utilisation de deux claviéristes donne à cet album une forte saveur de Mellotron et surtout de Moog, et cela fonctionne à merveille pour transmettre l'ampleur du morceau titre. À l'autre extrême se trouve Atmospheres, un morceau concis et agréable avec une guitare arpégée et une flûte douce, qui évoque efficacement les fantômes de Genesis. Toutes les expériences ne fonctionnent pas : un narrateur qui parle du " trésor de la couronne " dans Les Cathédrales est un peu précieux pour des gars du New Jersey. Mais il est tout de même difficile de ne pas reconnaître le mérite d'un groupe qui a eu le courage d'entreprendre, dès son premier album, une reprise à part entière de Night on Bald Mountain ».
Le site Prog Archives attribue 3,5 étoiles à l'album en soulignant que c'est un « excellent complément à toute collection de musique rock prog ». Le critique musical Erik Neuteboom de Prog Archives souligne que « Les compositions contiennent une musique variée et captivante avec de forts échos des premiers Genesis et aussi de Gentle Giant et Yes. Mais de nombreux rebondissements donnent à la musique une approche originale, y compris des arrangements passionnants de compositeurs classiques (Mussorgsky et Debussy). Le chanteur a un son puissant et une large gamme, les claviers vintage sont très vivants avec des solos de synthétiseur spectaculaires et le travail de guitare relève d'une tradition symphonique 24 carats. Le point culminant de ce splendide album est le morceau-titre épique de près de 20 minutes : de merveilleux changements de climat, de grands breaks, un orgue impressionnant (évoquant Close to the Edge de Yes) et un magnifique travail de guitare à la Hackett ». Et Prog Archives  de conclure : « Hautement recommandé ! ».

## Liste des titres
1. Les Cathédrales  – Como –  10:16
2. Centurion (Tales of Fireball Kids)  – Como – 4:46
3. The Fireballet  – Como – 5:15
4. Atmospheres  – Chlanda – 3:40
5. Night on Bald Mountain (Suite) – 18:55

a) Night on Bald Mountain  – Mussorgsky - 2:20
b) Night-Tale  – Howe, Petto, Como, Chlanda, Biglin - 6:28
c) The Engulfed Cathedral  – Debussy - 4:38
d) Night-Tale (Reprise)  – Howe, Petto, Como, Chlanda, Biglin - 2:34
e) Night on Bald Mountain (Finale)  – Mussorgsky - 2:50

## Musiciens

### Fireballet
- Jim Como : chant, batterie, percussions, timbales, vibraphone, xylophone, glockenspiel, gong, cymbales, carillon tubulaire, triangle, Polymoog
- Bryan Howe : Orgue, synthétiseur, Polymoog, saxophone, chant
- Ryche Chlanda : guitare acoustique et électrique, mandoline, guzheng, chant
- Frank Petto : piano, piano électrique, ARP 2600, Mellotron, séquenceur numérique Oberheim DS-2, Polymoog, accordéon, chant
- Martyn Biglin : basse, guitare 12 cordes

On notera que, sur la pochette du deuxième (et dernier) album du groupe (Two, Too...), Jim Como, Bryan Howe et Martyn Biglin deviennent respectivement Jim Cuomo, Brian Hough et Spike Biglin.

### Musicien additionnel
- Ian McDonald : saxophone alto sur Les Cathédrales et Night on Bald Mountain, flûte traversière sur Atmospheres et Night on Bald Mountain[2],[8]

## Classement
| Classement (1975)          | Meilleure position |
| -------------------------- | ------------------ |
| États-Unis (Billboard 200) | 151                |